# Pustolovni film
Pustolovni ili avanturistički film (eng. Adventure film) je žanr igranog filma koji obiluje akcijom, potragom i egzotičnim lokacijama. Blizak je žanru akcijskog filma, a dijeli poveznice i s nekim drugim žanrovima, poput znanstveno-fantastičnog ili ratnog filma.

## Pustolovni filmovi
- Dekameron (1971.)
- Otimači izgubljenog kovčega (1981.)
- Conan barbarin (1982.)
- Indiana Jones i ukleti hram (1984.)
- Indiana Jones i posljednji križarski pohod (1989.)
- Mumija (1999.)
- Gospodar i ratnik: Daleka strana svijeta (2003.)
- Krvavi dijamant (2006.)
- Indiana Jones i kraljevstvo kristalne lubanje (2008.)